# Orthotrichia bertie
Orthotrichia bertie is een schietmot uit de familie Hydroptilidae. De soort komt voor in het Australaziatisch gebied.